# 圆叶乌头
圆叶乌头（学名：Aconitum rotundifolium）为毛茛科乌头属下的一个种。

## 扩展阅读
- 維基物種上的相關：圆叶乌头